# 豹2型坦克
豹2是主要服役於北大西洋公约组织及烏克蘭的主戰戰車，總共有A1到A8等多個型號。
豹2在同世代的西方主戰戰車中擁有極為突出的外銷成績，這也使其至今仍不斷的推出修改型以滿足不同的需求。

## 歷史
豹2設計始於1960年代末期，由克勞斯-瑪菲製造。主要技術源於當時的西德和美國的MBT-70/KPZ70計劃。1970年，該計劃因達不到兩國軍方的要求而流產。西德在原計劃的設計基礎上重新設計了車體、炮塔和火炮，發展成為豹2型主力坦克，而美國則發展為M1艾布蘭主力戰車。

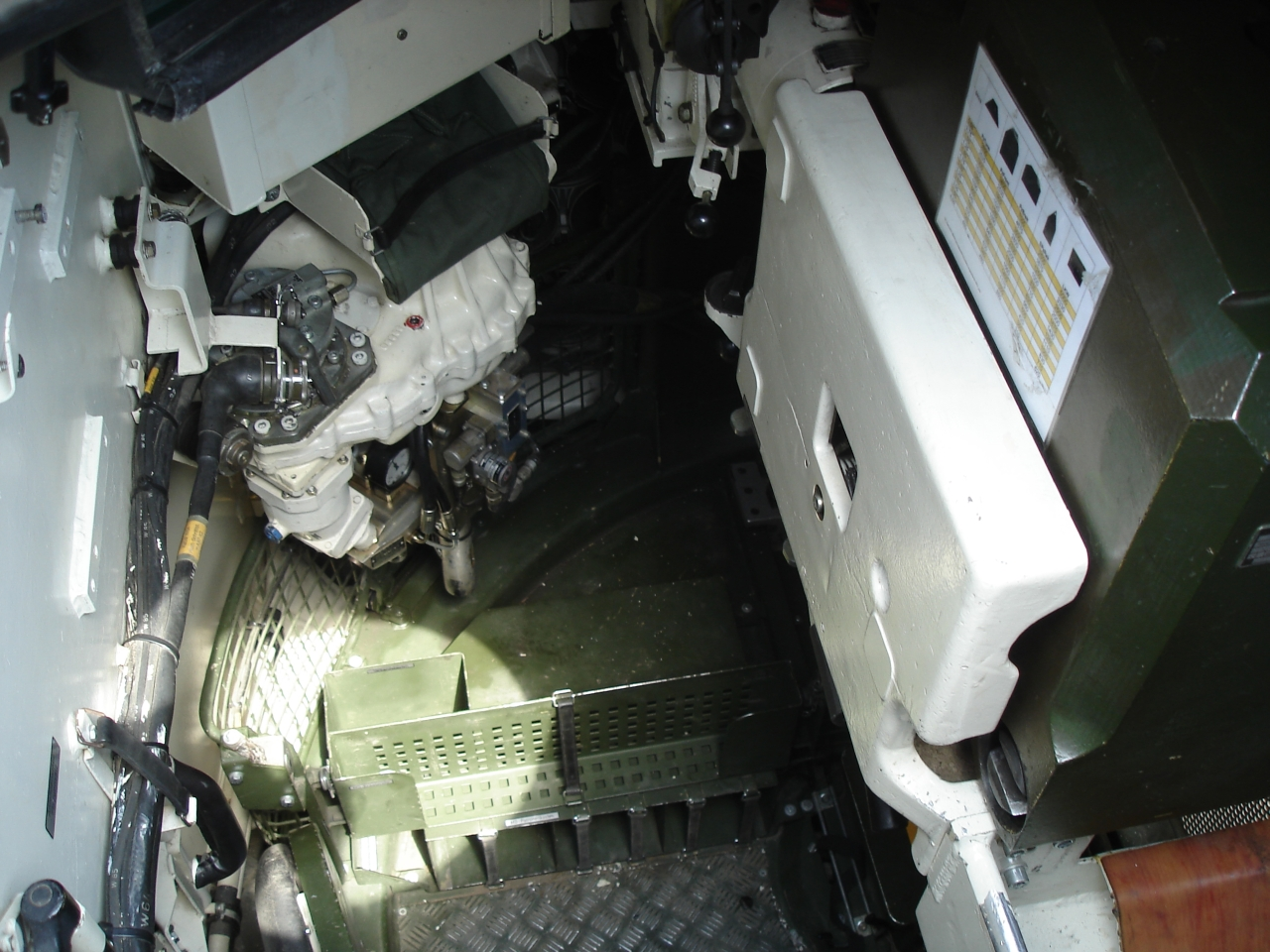
德國豹2A4的裝填手席

豹2的主要特點是在當時的西方國家中率先使用了120毫米口徑滑膛炮、擁有1,500匹馬力的柴油發動機、液壓傳動系統、高效能冷卻系統和指揮儀式火控系統。成為西方國家20世紀末21世紀初的主流戰車。多次在加拿大陸軍盃（CAT）比賽中奪冠，豹2的設計思想影響了多個國家主力戰車的設計。
美德兩國在1960年代後期合作研發MBT-70戰車雖然以破局告終，之後雙方各自發展自己的新一代主力戰車，但兩國仍保持技術交流，並改為次系統及零部件層面的合作。西德豹2型戰車的射控系統便是與美國休斯公司合作開發，因此其系統設計及操作方式都與M1艾布蘭戰車甚為相似，豹2型所配備的熱成像夜視儀也是由美國德州儀器開發並授權蔡司公司在西德境內生產。西德萊茵金屬Rh-120滑膛炮被美國選用安裝在M1A1提升火力。
截至到20世紀末，豹2型戰車共生產了約3,100輛。裝備的國家除了德國以外，還有荷蘭、瑞士、瑞典、西班牙、丹麥、挪威、奧地利、波蘭、土耳其和新加坡等。由於在歐洲除了英國、法國和意大利之外都使用豹2戰車，使它獲得了外號「歐洲豹」。

## 設計
豹2坦克由德国“克劳斯-玛菲·韦格曼”公司设计，在“莱茵金属陆地系统”公司制造。该坦克的布局为经典设计，动力传动部分位于车体后部，战斗部分位于中部，驾驶部分位于车体前部。乘员包括四人：车长、炮手、装填手和驾驶员。驾驶员的工作位置在车体前部，而车长、炮手和装填手在炮塔内。
炮塔上还安装了烟雾弹发射装置。

### 火力系统
战斗部分位于车体中部，为三人焊接炮塔。炮塔和火炮由电动机驱动。主要武器是一门“莱茵金属”公司制造的120毫米44倍径Rh-120滑膛炮，具备双平面稳定功能。弹药基数共42发，15发弹药存放在炮塔后部左侧，位于装甲隔板后方的弹药架中，剩余27发弹药存放在驾驶舱内驾驶员左侧的弹药架中。火炮开发了两种类型的弹药：穿甲弹和破甲杀伤弹，带有可抛壳体和金属底座。发射后，弹壳被收集到火炮上的弹壳收集器中，通过炮塔左侧的舱口移除底座，并使用该舱口进行弹药的装填。火炮配备了数字火控系统，适用于各种类型的弹药，弹丸的弹道轨迹根据其物理特性、空气温度、弹丸温度和侧风等因素进行计算，在射击移动目标时，会考虑目标移动的速度和角度。火炮的装填是手动进行。
另外，主炮同轴7.62毫米MG3机枪的弹药基数为2000发。位于炮塔顶部装填手舱口的防空7.62毫米MG3机枪的弹药基数为1750发。

#### 火控系统和观测设备
炮手的多通道瞄准镜瞄准镜配备热成像通道、光学通道以及激光测距仪，具有双平面稳定功能。激光测距仪可测量最远9990米的距离，测距数据传输至火控系统，用于计算射击算法。热成像通道具有4倍和12倍放大模式，配备绿色单色显示器，启动热成像的情况下则使用黑色/白色单色。能够在夜间条件下对3000米内的目标进行观察。热成像仪的探测器启动后需要大约15分钟由液氮冷却，把温度降低至-196°C才能确保系统正常工作（长波红外热成像需要的温度）。

### 機動
豹2坦克的动力传动系统和行走部分，采用了国内外常见的构造解决方案。豹2的动力传动系统位于车体后部，动力装置与传动系统整合为一个整体模块。发动机沿车体纵向安装在动力传动部分内，与车体战斗部之间安装有防火隔板。传动系统与发动机集成在一个模块中，侧传动装置与发动机的连接通过快速拆卸的齿轮联轴器实现。豹2坦克傳動系統採用Renk HSWL-354/3型液壓机械传动装置，该装置配备有可锁定的复合液力变矩器、4速行星变速器和带有液压差速器的双通道转向机构。液力变矩器可以通过锁定离合器来关闭。传动装置的结构能够提供4个前进挡和2个倒挡，最大倒车速度可达30公里/小时。
豹2坦克的車輪部分包括每侧七个负重轮和四个托带轮、主动轮和诱导轮，以及带有金属橡胶铰链的履带。履带有橡胶垫。悬挂为独立扭杆式，一、二、六、七负重轮装有盘式摩擦减震器。双轮负重轮的托带轮由铝制材料制成。单轮托带轮按交错方式布置：一个位于靠近侧裙的内侧，另一个位于上履带外侧的上部。
空气滤清系统包括两个空气滤清器，安装在发动机两侧，并通过管道与涡轮增压器相连，此外还有用于灰尘排放的通风机。

#### 動力系統
豹2系列自服役起一直配备MTU公司开发和生产的MTU-MB873 Ka-501多燃料四冲程水冷式渦輪增壓柴油引擎。這款引擎於1960年代中期設計，是世界上第一款輸出1,500匹馬力的坦克引擎，而且運作可靠，與其他國家同時期的柴油引擎相比處於領先地位，當時的英國、美國、法國及蘇聯都未能製造出性能相仿的柴油引擎，如英國在1983年服役的挑戰者一型重量更大，但引擎馬力只有1,200匹，美蘇兩國則將注意力放在燃氣渦輪引擎，結構與噴射機引擎相似的燃氣渦輪引擎，雖然本身可提供比活塞引擎更高的推重比，起動及加速也更快，但低速運轉時效率較低，在實際使用時的油耗量大，造價及維護成本也昂貴，而且在服役初期可靠性不足，美國M1戰車的油箱比豹2多800公升，但行駛距離卻比豹2短，蘇聯的T-80更不到400公里。
MTU873採用V12氣缸，缸徑170mm，行程175mm，最大功率1500马力，額定轉速2,600rpm，平均有效壓力1.28MPa，油耗245g/Kw·h，排氣量47.64L，單位排量功率23.15Kw/L,體積3.69立方公尺，單位體積功率298.92KW/立方公尺，單位功率質量2.35kg/KW箱。MTU873采用液冷和涡轮增压技术，安装有两个涡轮增压器和两个中冷器，后者集成在整车冷却系统中。发动机的进气通过两个位于MTO顶部、炮塔尾部下方的进气口进入。发动机的一个缺点是散热需求较高，它配备有功率限制装置，在环境温度达到35°C及以上时，就会自动启用功率限制装置，将最大功率限制在900马力。

## 作戰史

### 科索沃戰争

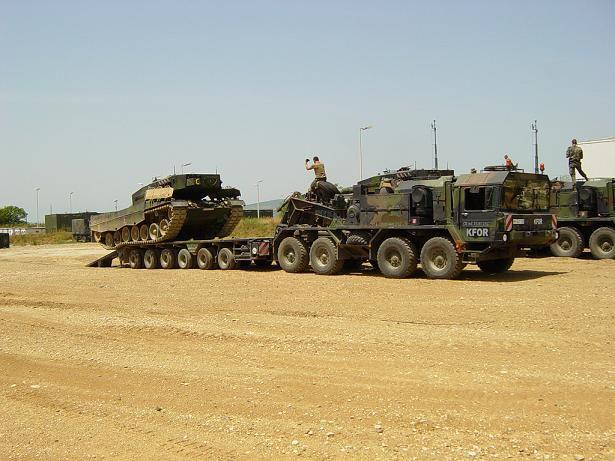
科索沃的德國駐軍在運輸豹2

德國的科索沃派遣隊有許多豹2A4和豹2A5，當中有一輛豹2與敵方交火被拍下來。

### 阿富汗戰争
加拿大军队借用了20輛德國的豹2A6M，用於阿富汗戰爭。在2007年11月2日的攻擊行動中，一輛豹2A6M被地雷命中，但是沒有任何傷亡。車長寫給德國指揮官的信中說：「我的組員被地雷命中，也是第一次實戰測試底盤的抗地雷強度。結果是有效的。」戰車可說是救了組員的命。 加拿大國防總參謀長Rick Hiller否認報導中說一輛豹2被土製地雷炸毀到無法使用，堅持該戰車是可以修復的輕微損傷，並表示「塔利班伏擊了很多豹2，卻讓自己學到了慘痛的一課，他們很快就會輸掉戰鬥。」
丹麥也部署了豹2於阿富汗南部。 2008年1月，丹麥停止側翼演習因為塔利班部隊已經接近了赫爾曼德河，戰車必須用於支援丹麥和英國步兵以固守防禦。在2008年2月26日，一輛丹麥豹2中了地雷，一邊履帶脫落，無人受傷，戰車也可以修復。

### 幼發拉底之盾行動
2016年，一輛在敘利亞執行任務的土耳其豹2型戰車，被伊斯蘭國武裝部隊用一枚反戰車飛彈擊毀，這是豹2戰車自上世紀70年代問世以來首次在實戰中被摧毀，土耳其軍方已經證實這輛豹2戰車的損失，軍事專家指出，擊毀豹2的反戰車飛彈是二型反戰車托式飛彈（TOW-2）。土耳其軍方證實此消息，被反戰車武器擊中的是豹2A4，4名組員受傷被送往醫院治療，但未有交代具體傷勢情況。雖然土耳其否認干預敘利亞的作戰遭遇嚴重傷亡，但新聞媒體發放的畫面顯示被擊毀的豹2戰車炮塔被炸飛，另外有兩輛土耳其軍的豹2戰車被虜獲。

### 俄烏冲突
交戰期間，多国同意从库存中向乌克兰提供不同型号的豹2坦克。
隨着烏克蘭進行大反攻，有相片顯示單在2023年6月8日的攻擊中，烏軍就損失了6輛豹2A6及多輛豹2A4。2024年4月，有视频显示俄军正在将缴获的豹2拖往莫斯科。

## 主要型號
| 型號      | 簡介 |
|           | |
| 豹2A0     | 1979年10月到1982年3月間生產的第一批豹2共380輛，為基本型號 |
| 豹2A1     | 第二批豹二1982年到1983年間生產，共450輛 第三批豹二1983年11月至1984年11月生產300輛，總計750輛，為基本型號 |
| 豹2A2     | 將豹2A0與A1升級改進後命名 |
| 豹2A3     | 1984年生產交貨的第四批豹2，在A2上採用了新型SEM80/90電臺，天線較短，為炮長增加了依託支架便於瞄準和射擊，共生產300輛 |
| 豹2A4     | 1985年開始生產至1992年，第五批生產了370輛，第六批150輛，第七批100輛，第八批75輛，總計695輛。在豹2A3上加裝了數字式電子電腦，配有彈道程序。 有模擬訓練用的射擊模擬器和自動滅火防爆系統，基本上德國對之前所有的老型號進行升級改造時，是統一以A4為標準，不過老型號仍只有滅火系統而無A4的自動滅火防爆系統。 |
| Strv 121  | 瑞典陸軍向德國購買150輛庫存的豹2A4 |
| Pz-87     | 瑞士從德國原裝進口的豹二A4及德國授權瑞士自行生產的豹二A4 |
| Pz-87WE   | Pz-87的升級版 |
| 豹2L      | 改裝自豹2A4 |
| 豹2R      | 改裝自豹2A4 |
| 豹2神射手 | 改裝自豹2A4 |
| 豹2A5     | 1994年1月克勞斯瑪菲公司與德國陸軍簽訂將225輛豹2A4升級為豹2A5的合約。A5增強了裝甲防護，火控系统有重大改進，戰鬥全重增至59.7噸 |
| Strv 122  | 瑞典陸軍訂購120輛豹2A5，並由瑞典方面進行大幅度的改良。 |
| Strv 123A | 升級自Strv 122，升級內容包括更新車上幾乎所有的電子裝備以令該車與其他現代化的豹2性能保持一致。其次是主炮更換成55倍徑主炮，預計能發射編程彈藥。另外會更新砲手和車長的夜視儀以及駕駛用的夜間駕駛攝影機。                                                                                                  |
| 豹2A6     | 1999年定型。換裝55倍徑的120毫米滑膛炮，使用新型穿甲彈。 |
| 豹2PSO    | 2006年定型的A5改裝版，以巷戰反恐為主，加強防偷襲裝甲。 |
| 豹2A7+    | 於2010年首次對外公開展出，一切可升級的裝備一起升級。 |
| 豹2 140mm | 裝備140mm口徑炮的戰車專用版。 |
| 豹2A8     | 以德軍「豹2A7」為基礎，安裝以色列拉斐爾公司開發的「戰利品」（Trophy）主動防禦系統（APS） |
| 豹2SG     | 新加坡豹 |
| 豹2PL     | 波兰的部分豹2 |

### 豹2
豹2第一正式版有時也稱「A04」以區別其他版，亦指本系列第一款。此款在1979年10月到1982年3月之間生產，總計380輛。209輛於Krauss Maffei廠生產，另外171輛於MaK廠生產。配備有WNA-H22電動液壓雙向砲塔、火控電腦、雷射測距儀、風向感應器、通用望遠鏡 EMES 15、全景觀測鏡PERI R17和砲塔觀測鏡FERO Z18，砲塔上部有電腦控制的測試裝置RPP 1–8。早期批次採用星光夜視儀，後來改配熱成像儀PZB 200。教練車則有雙底盤。
需要說明的是豹2一開始並未使用陶瓷複合裝甲，而使用自行開發的氧化鋁孔隙複合裝甲，但是並不代表他們没有能力，而是認為提高防穿能力比防破更重要，加上出於成本和減重考慮而决定的，在豹1A3上就使用了陶瓷装甲，喬巴姆裝甲加強的是防破能力，因此與防穿提高無關，而且後來的豹2安裝的是自行研發的陶瓷複合裝甲，因此喬巴姆的用戶只限於挑戰者系列和M1艾布蘭戰車。

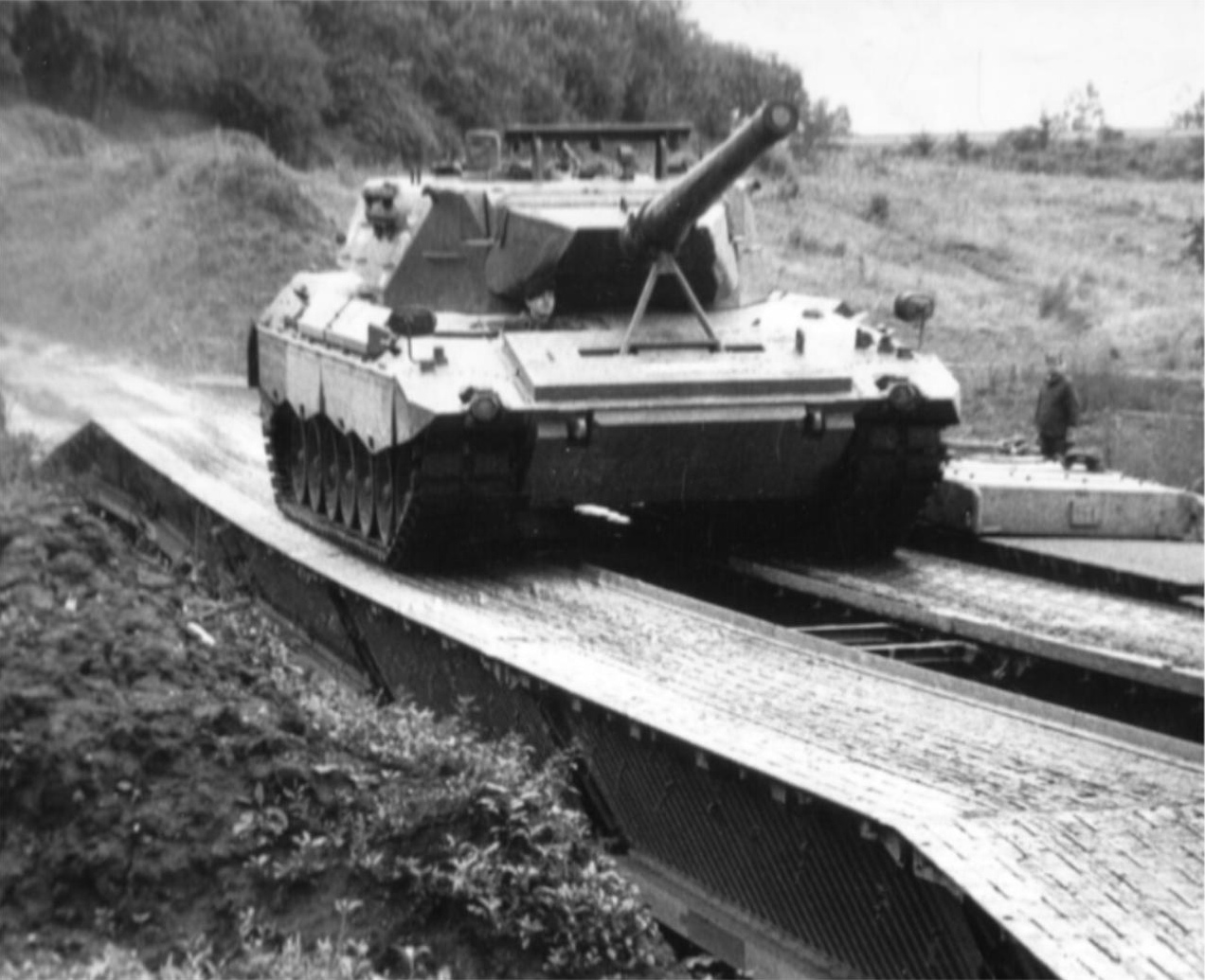
豹2原型車PT19（1978年）

### 豹2AV
1973年，西德與美國開始洽談一項合作計畫 ，打算就新一代主力戰車進行合作，基於與美國的合作計畫， 西德方面又大幅修改豹2的設計，砲塔重新設計，強化整體防護能力，引進新型複合裝甲，重量則大幅增加。被送往美國測試的豹2原型車稱為豹2簡化版（Austere Version，AV），包括第19號炮塔與第20號炮塔以及一個底盤；稱為「簡化」是因為送往美國的第19與第20號炮塔都採用修斯的射控系統，而不是更為精密複雜的EMES-13。
最初西德預計讓豹2AV與美國XM1計劃優勝者的原型車一同接受測試，但由於豹2AV的研發耗時超出預期，所以由克萊斯勒研發的XM1原型車首先接受測試。1976年8月底，西德終於將豹2AV原型車送至美國陸軍的亞伯丁測試場與XM1一同進行性能評比，測試持續至該年12月。最後，美國陸軍認為在機動力、火力方面，豹2AV與XM1表現得不分軒輊，但XM1在防護力上略勝一籌，因此美國陸軍選擇了自家的XM1成為其陸軍新一代的主力戰車，即日後的M1艾布蘭主力戰車。之後，豹2AV原型車被運回西德進行後續的測試。

### 豹2A1
包含一些小改良和加入了炮手熱感應瞄準儀 第二批豹2也就是命名為豹2A1 的這批戰車總共生產450輛；248輛於克劳斯-玛菲廠（底盤編號10211到10458）、202輛於Mak廠（底盤編號20173到20347）。1982年3月到1983年11月間生產完畢。兩大改進是用了M1艾布蘭戰車同等級裝甲，和重新設計的過濾器減少加油時間。
第三批共300輛；165輛於克劳斯-玛菲廠（底盤編號10459到10623）、135輛於MaK廠（底盤編號20375到20509）在1983年11月到1984年11月生產完畢，比上一批有更多的小修正。

### 豹2A2

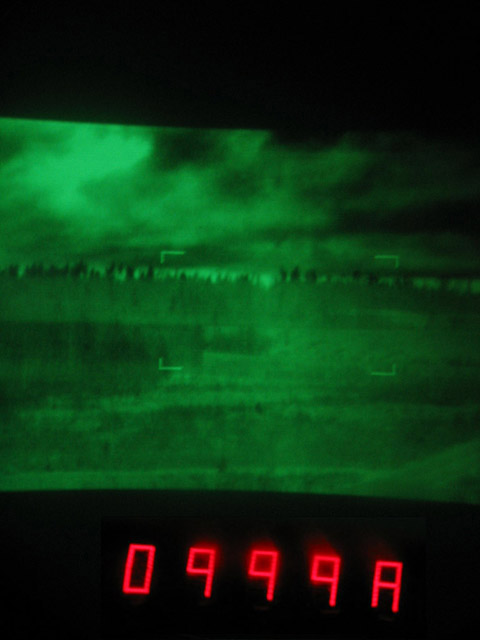
豹2上EMES 15的熱影像觀景窗看出去的夜間情形

此型是為了升級第一批次的早期豹2而生，後來也連帶升級了二、三批次。首先逐步換裝了第一批的觀測鏡成為相容EMES 15 的PZB 200觀測鏡（有熱感應影像能力），並改裝可以用主砲發射拉哈特反坦克飛彈。還換裝了前油箱使其可以分開加油，加強了偏流板和大蓋板以增加核生化防禦力。最後還裝了一具五公尺的新拖引繩捲。升級案在1984年開始於1987年結束；第三、四、五批也都升到同樣的標準。第一批老豹2的升級版A2有個最容易辨認的外觀特點；就是原本舊式火控系統的風向感應器被移走後換了一片圓形蓋板。

### 豹2A3
第四批生產的300輛；165輛由克劳斯-玛菲厂生產（底盤編號10624到10788）135輛由Mak 廠生產（底盤編號20510 到 20644）都在1984年12月交貨。主要變更是增加了SEM80/90 數位無線電套件（此時豹1也換裝該套件），原本設於炮塔側面彈藥的再裝填艙口被取消。
此批小修改的稱為豹2A3。

### 豹2A4

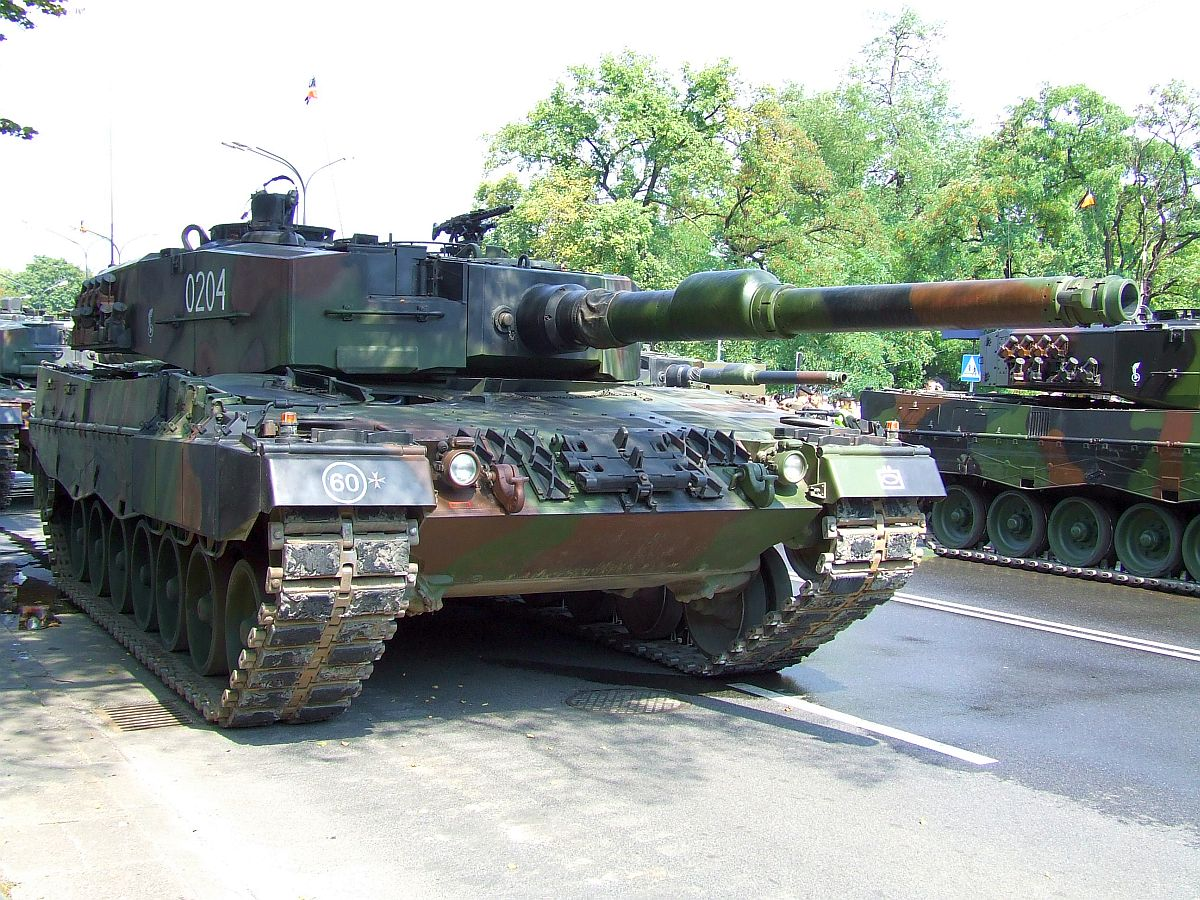
波蘭的豹2A4

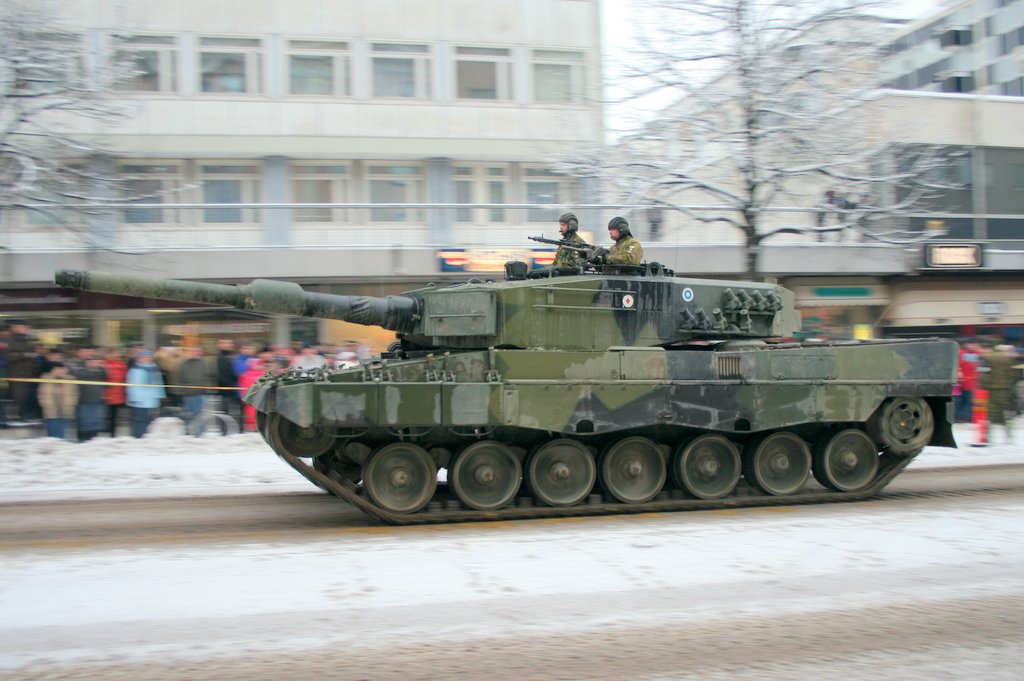
芬蘭的豹2A4

最大規模生產的豹2家族成員，A4 構型包含許多實質改變，包含自動滅火防爆系統，全數位火控電腦支援新型彈藥。
豹2A4分成八批於1985年到1992年間生產。所有更老的版本也都順便升級成A4。德國共有2125輛豹2A4（695輛新生產其餘都是升級），荷蘭有445輛。許可瑞士自行生產的豹2A4稱為Pz 87坦克。此版包含瑞士自己的機槍和通訊設備，和改良版核生化防護套件。瑞士共有380輛Pz 87，當中有25輛豹2主戰坦克被德國回購，以補充援助烏克蘭而消耗的武器庫存。
冷戰後，德國和荷蘭發現自己擁有過多坦克，所以後來許多賣給北約其他國家或盟國。數量如括號：奧地利(114)、加拿大 (80)、智利 (140)、丹麥 (51)、芬蘭 (124)、希臘(183)、挪威(52)、波蘭(128)、葡萄牙 (37)、新加坡 (66)、西班牙 (108)、瑞典 (160)、土耳其(298)。
Pz 87WE是瑞士Pz 87的升級版。加強了許多防護方面能力，甚至加裝了豹2A6 M等級的防地雷底盤，也加強前方斜面裝甲塊，砲塔換裝成瑞士研發的鈦合金裝甲。炮塔上方裝甲和煙霧發射器也有修改。可以說更大程度提升了生存性和戰力，炮塔的電動轉向裝置升級成類似豹2A5的設計，駕駛還有後視攝影機，指揮管制系統和火控系統也有所升級都採用了蔡司光學GmbH PERI-R17A2火控模組。裝填手還可操作一獨立遙控武器站上有.50口徑白朗寧M2重機槍。鈦鎢合金裝甲砲塔，在90年代初的測試中，豹2A3和A4承受住了東德的T-72在1500公尺遠的位置射擊，而T-72卻被105毫米炮在1500公尺上擊毀。據2002年的波蘭《新軍事技術》上安德鲁·金斯基的「豹2防護測試」，亦提供資料證明蘇製125mm穿甲彈只有到1公里内才能擊穿豹2A3/A4的正面，有一輛豹2A4曾在測試中被125mm主炮於1.2公里位置（0.75英里）射擊車體，但該車仍可運作。

### 豹2A5

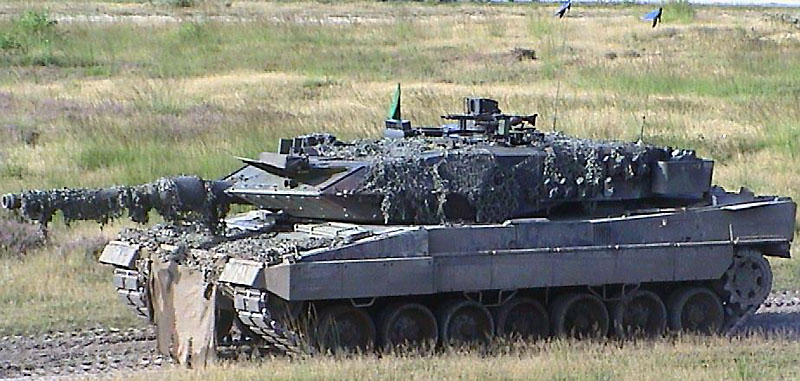
豹2A5的主炮依然採用同A4的L/44倍徑炮管，也因如此A5日後被選為改裝成巷戰型

Leopard 2(S) 是瑞典改裝版的豹2A5，一般稱為Strv 122，於1995年末投入現役。是基於「豹2改良案1型」和「豹2改良案2型」（TVM1、2）的統合上去改裝的，增加了炮塔頂端和前方的裝甲，改良指揮和火控系統；外觀改變上，安裝了著名的法國GALIX煙霧發射器、不同形狀的置物箱以及更厚的乘員艙蓋。
而Leopard 2A5則和Strv 122相去無多。

### 豹2A6

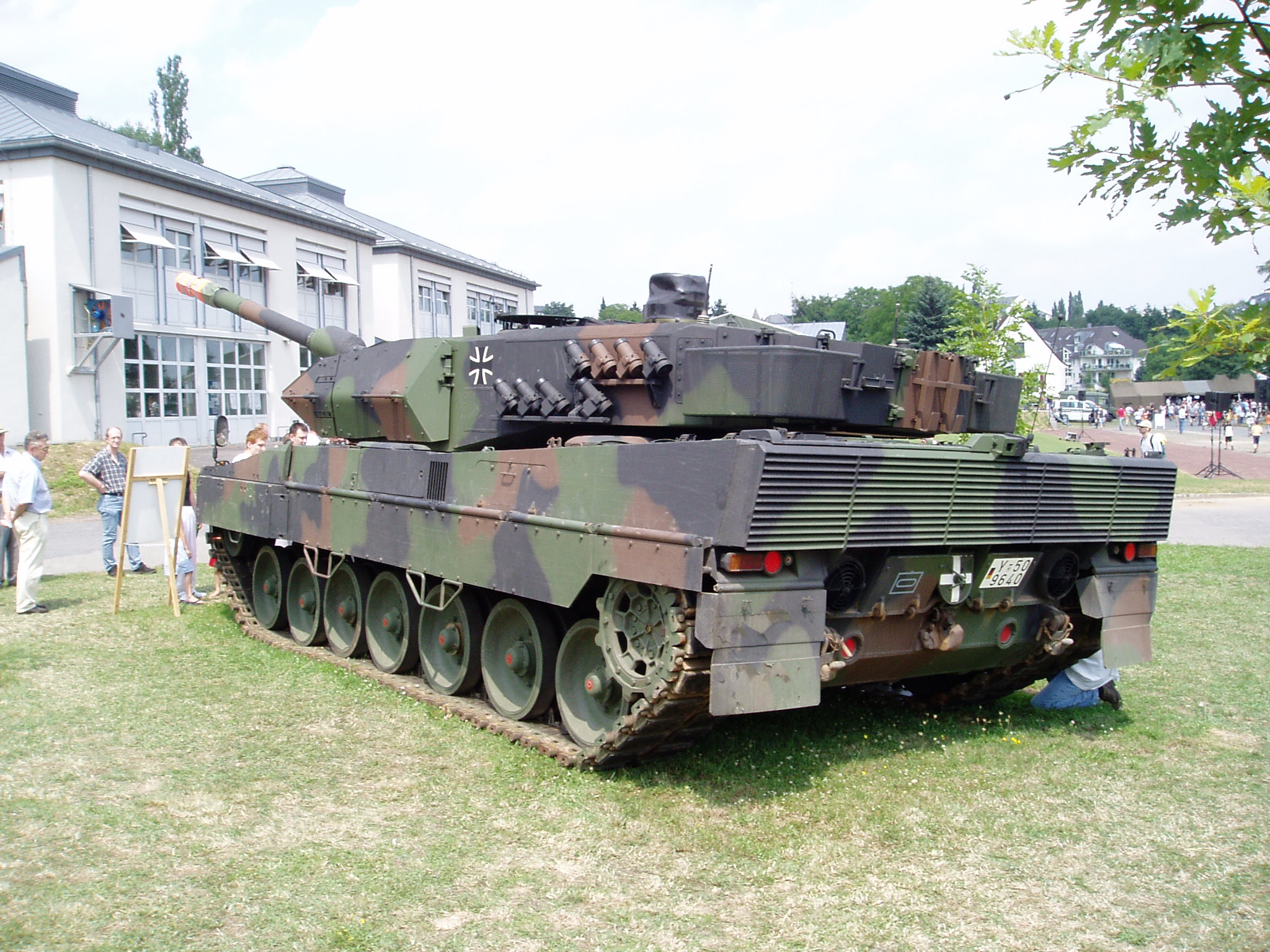
德國豹2A6M

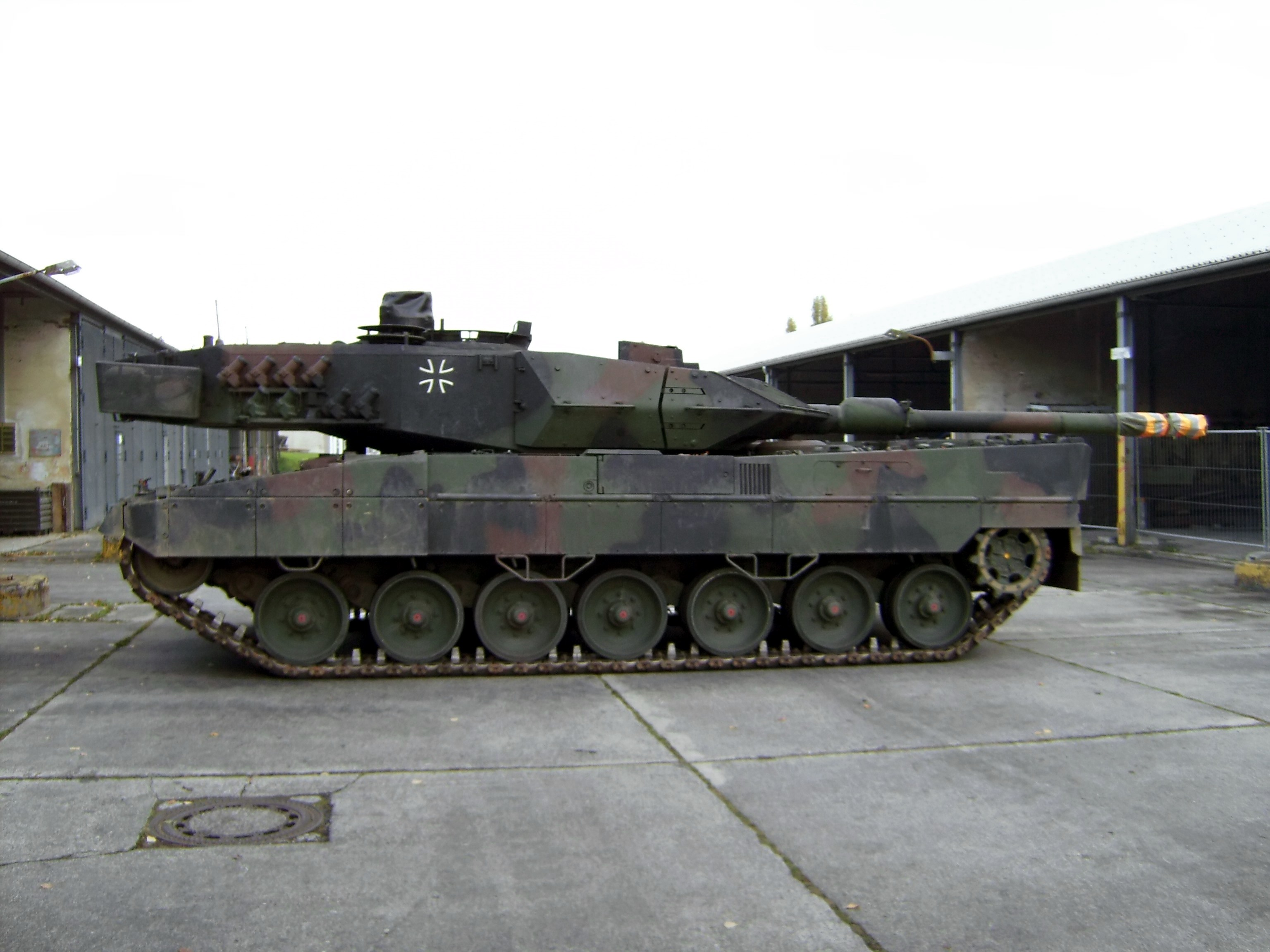
德國豹2A6M(側面)

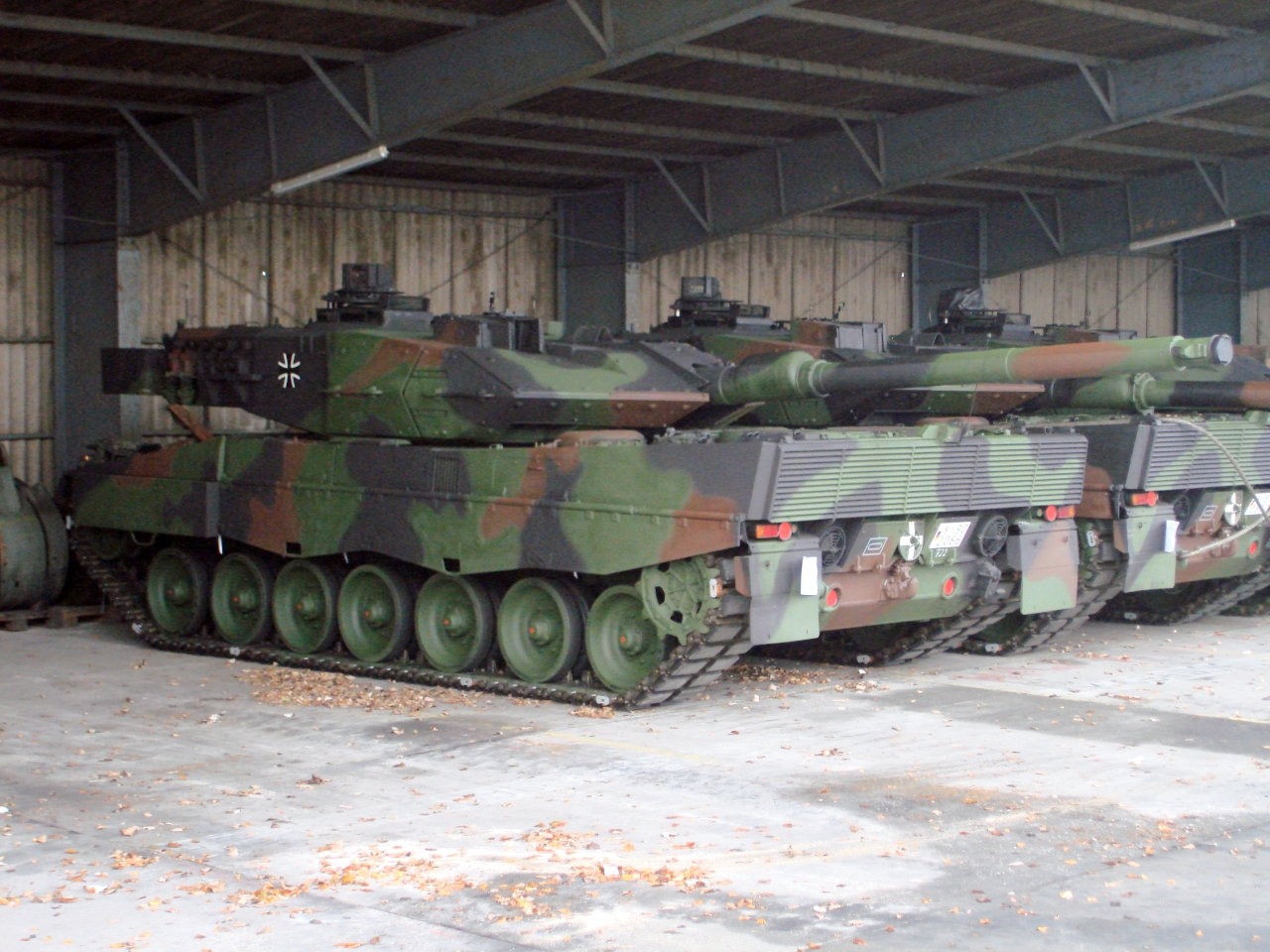
三輛德國豹2A6

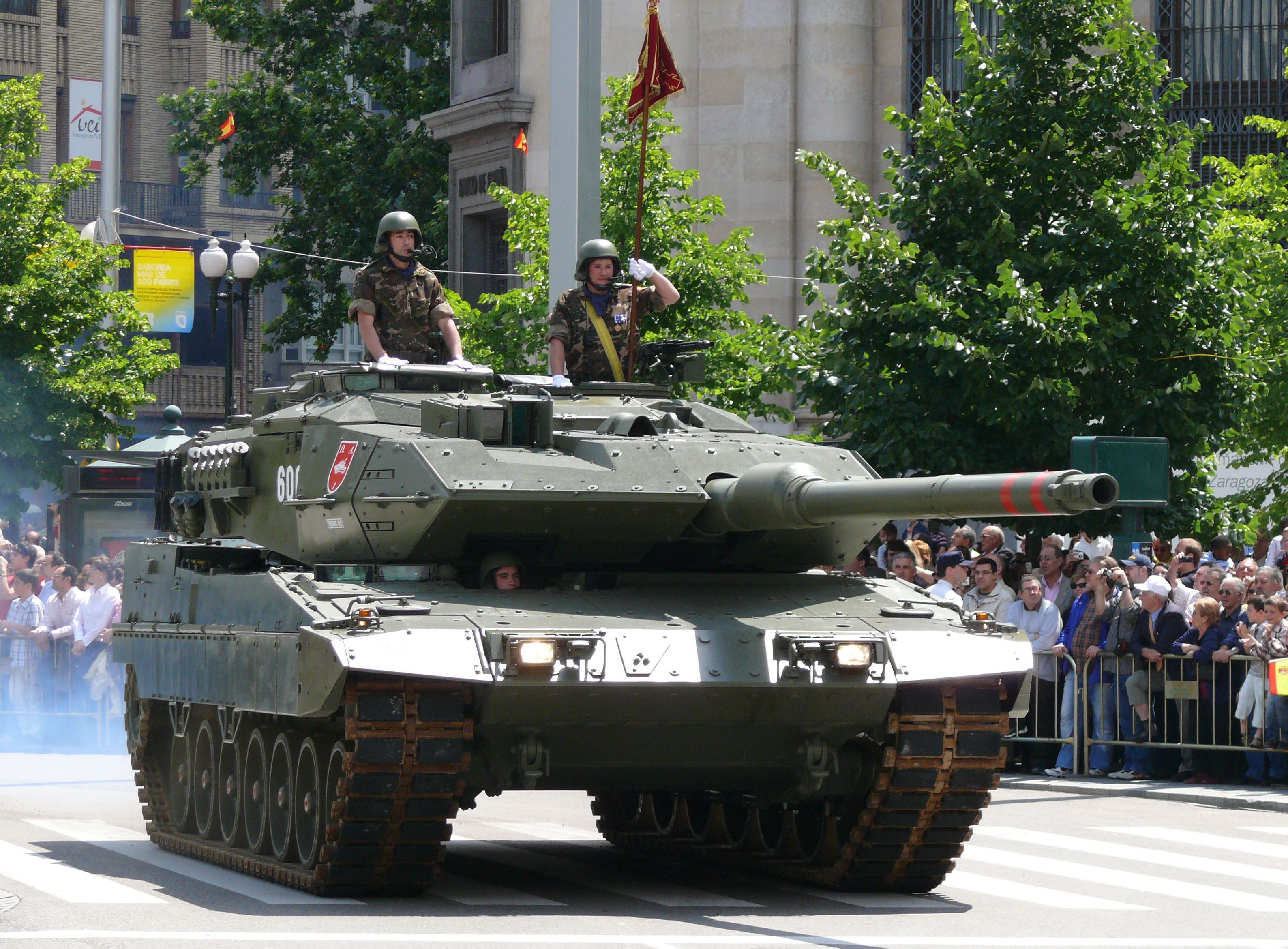
西班牙的豹2E

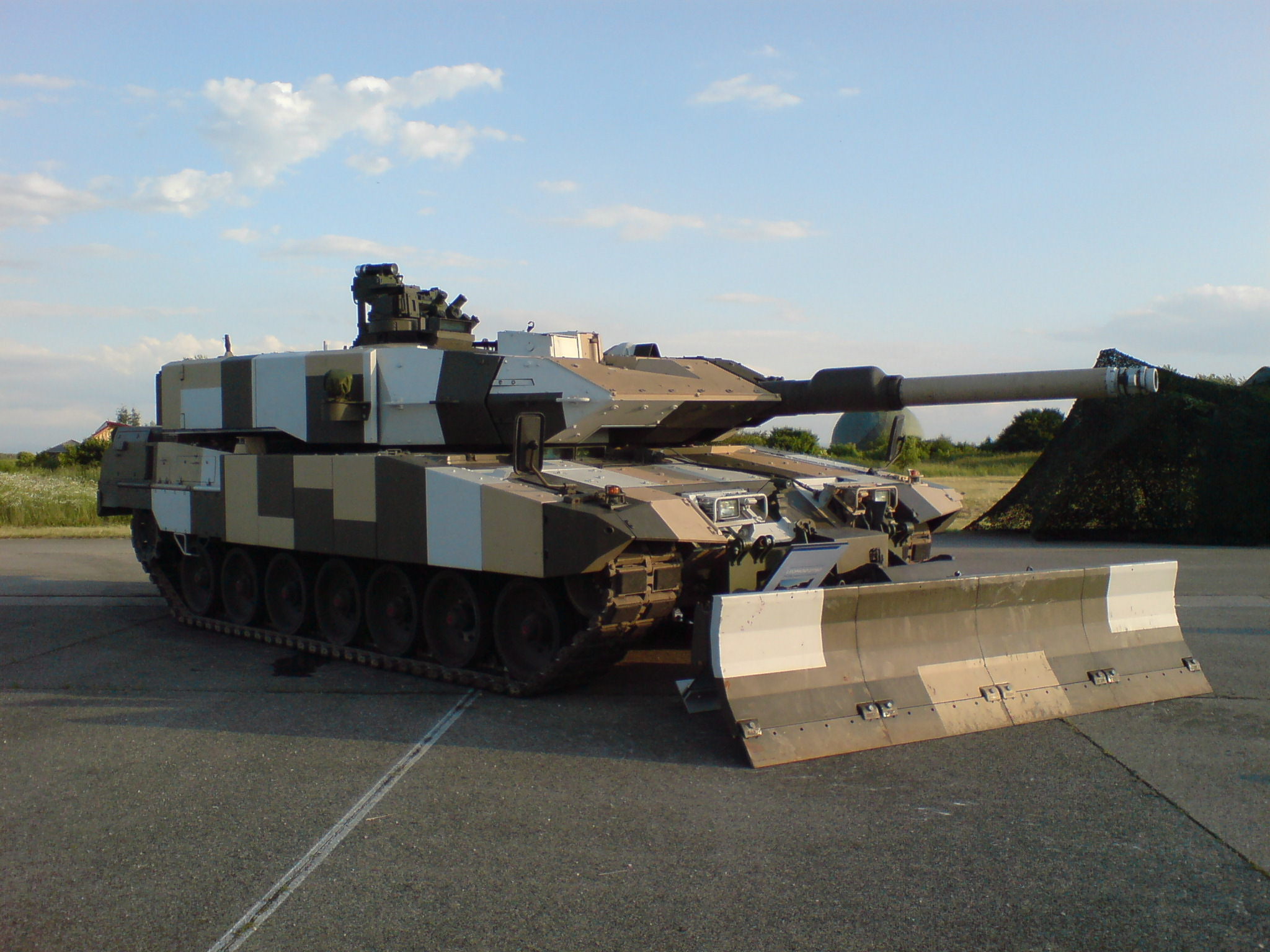
豹2PSO巷戰型，於2006年發表

主武器改為120毫米 L55 滑膛砲（萊茵金屬公司 DeTec AG）和許多其他改良。所有德國「快速反應部隊」的戰車營都裝備豹2A6。加拿大主動從荷蘭購買40輛豹2A6。2007年秋季交貨。
豹2A6 M是一新版的豹2A6提升底盤防地雷能力和增強許多車內設施增強乘員生存力。加拿大從德國借了20輛豹A6 M 在2007年夏末部署在阿富汗。此時所有此型的戰車都已經是電動式旋轉砲塔。
豹2A6 M CAN 是一種加拿大變型版的豹2A6 M。重要變更包含炮塔上部一個黑色箱型物體，原本是預計作空調用途後來改成通訊模組（旁邊還有新式天線），還有外掛的防RPG火箭柵欄裝甲也可說是最大外觀不同。第一批此型戰車是加拿大向德國租借來的20輛改裝後出現，為了增加火力和防護力以使用在南阿富汗的戰爭中。加拿大在車上依然保留德國MG3通用機槍，但荷蘭此時卻打算淘汰他們豹2的FN MAG通用機槍換成加拿大機槍，這也算是諷刺的一點。由於前20輛戰車的預算，無法安裝空調裝置，僅作最小的變動（乘員組將佩帶冷卻背心以及炮塔轉向齒輪利用的電驅動比加拿大更舊的豹1（C2型）液壓驅動容易散熱），而荷蘭的戰車將接受更加廣泛的修改。從德國借來的戰車可能此後就留在加拿大並且接受加拿大的升級，從A6規格升級到A6M規格，之後才歸還德國。
豹2 Hel與A6系出同門，是希臘於2003年訂購的希臘版。「Hel」意指「Hellenic」（希臘人用）。170輛將於2006年到2009年生產。其中140輛將由希臘ELBO公司在地生產，第一批於2006年末交貨。
豹2E也與A6系出同門（但是裝甲防護更完善），由德國和西班牙聯手研發。此合作案是兩國國防部1995年間敲定，合約包含在五年間轉讓108輛豹2A4給西班牙。後來此轉讓延後持續到2016年，之後那些戰車就算是西班牙陸軍財產，計畫在2006年1月24日對外公佈，西班牙分十年償付15124014歐元的分期付款買這些A4。至於E型早在1998西班牙就同意生產219輛E型，和16輛豹2ER（Bufalo）裝甲回收車和4輛訓練車。得標廠商是聖塔芭芭拉系統公司（Santa Bárbara Sistemas）。此計畫預算達19億3千940萬歐元，預算包含全部後勤系統和訓練師資與維修員、砲塔訓練器、維修訓練器和射擊訓練器。第一批2004年開工到2008年交貨。

### 豹2 PSO
豹2 PSO（和平支援行动）型号是专门为維和行动中越来越频繁的城鎮戰设计的。豹2 PSO具有更好的全方位防护，配备了遙控武器系統、改进的侦察设备、推土铲、短炮管（牺牲射程以在城市街道上机动）、低致命武器、近距离监视摄像系统、探照灯等装备，以提高其在狭窄地带的生存性和机动性。这些特点与美国M1A2艾布拉姆斯的坦克城市生存套件相似。

### 豹2A7+
2010年首次對外公開展出，德國陸軍「坦克全譜作戰改進計劃」的衍生品。採用模組化設計，可根據任務要求快速更換不同的任務組件，適用於戰車對戰、城市作戰與低烈度非對稱性戰爭。

### 豹2A7V
- 首次亮相於2016年歐洲薩托里防務展（Eurosatory2016）
- L55A1 120mm主炮
- 車載資訊科技
- 可發射DM 11 120公釐可程式多功能炮彈
- 裝甲被彈性提高

### 豹2A8
重約65噸至67噸之間，採傳統4人車組設計，在火力方面，採用55倍徑120公厘滑膛主砲，穿甲威力為當前全球主戰車最強者，並能發射可編程彈藥對不同目標造成最大打擊效果；與之搭配的光學感測系統也屬全球頂尖產品，具有車長全週界瞄準裝置，並且車長與砲手都具有第三代熱影像儀，在全天候狀態下都能讓敵人無所遁形。在機動力方面，換裝經過升級輸出馬力可達1600匹馬力的的引擎系統，最高時速可達70公里，續行距離超過450公里，此外還具有輔助動力單元（APU），在引擎未啟動時仍可確保車內系統正常運轉，並為電池系統充電。
防護力方面，換裝新一代的複合裝甲，並加裝被動式模組化裝甲套件，尤其針對頂部和車底加強防護性能；此外還加裝在歐洲生產的以色列Trophy主動防護系統，因此豹2A8在砲塔前後兩側各加裝有一座偵測雷達，能對抗來襲的威脅目標。並且還具備優秀的核生化（NBC）與自動滅火系統，自動滅火系統由4具重達9公斤、1具2.5公斤的化學藥劑鋼瓶組成，能自動偵測溫度超過攝氏82度自動或駕駛員手動開啟。
豹2A8 NOR原為挪威於2023年2月宣布採購的豹2A7，由於已具備A8所有特徵，因此挪威國防物資局（NDMA）與克勞斯-瑪菲·威格曼達成協議將挪威採購的54輛新型豹2A7改為豹2A8 NOR，以便保持規格命名上的一致性。

### 豹2 140公釐
於1990年代前期開始研發一種140毫米滑膛炮用於未來戰車。也有意對抗華沙公約組織的裝甲載具，許多消息都指出下一代俄羅斯主力戰車將武裝135毫米或152毫米大口徑炮。此專案預期三階段KWS計畫用於現代化豹2。KWS I階段將替換為L44 120毫米55倍徑炮，KWS II階段將現代化改裝豹2A5(q.q.v.)，最後 KWS III階段將替換成140公釐炮。KWS III還沒被認可，但是140毫米炮還是繼續研發，可能用於英國和法國的炮兵隊。

### BPz 3裝甲回收車

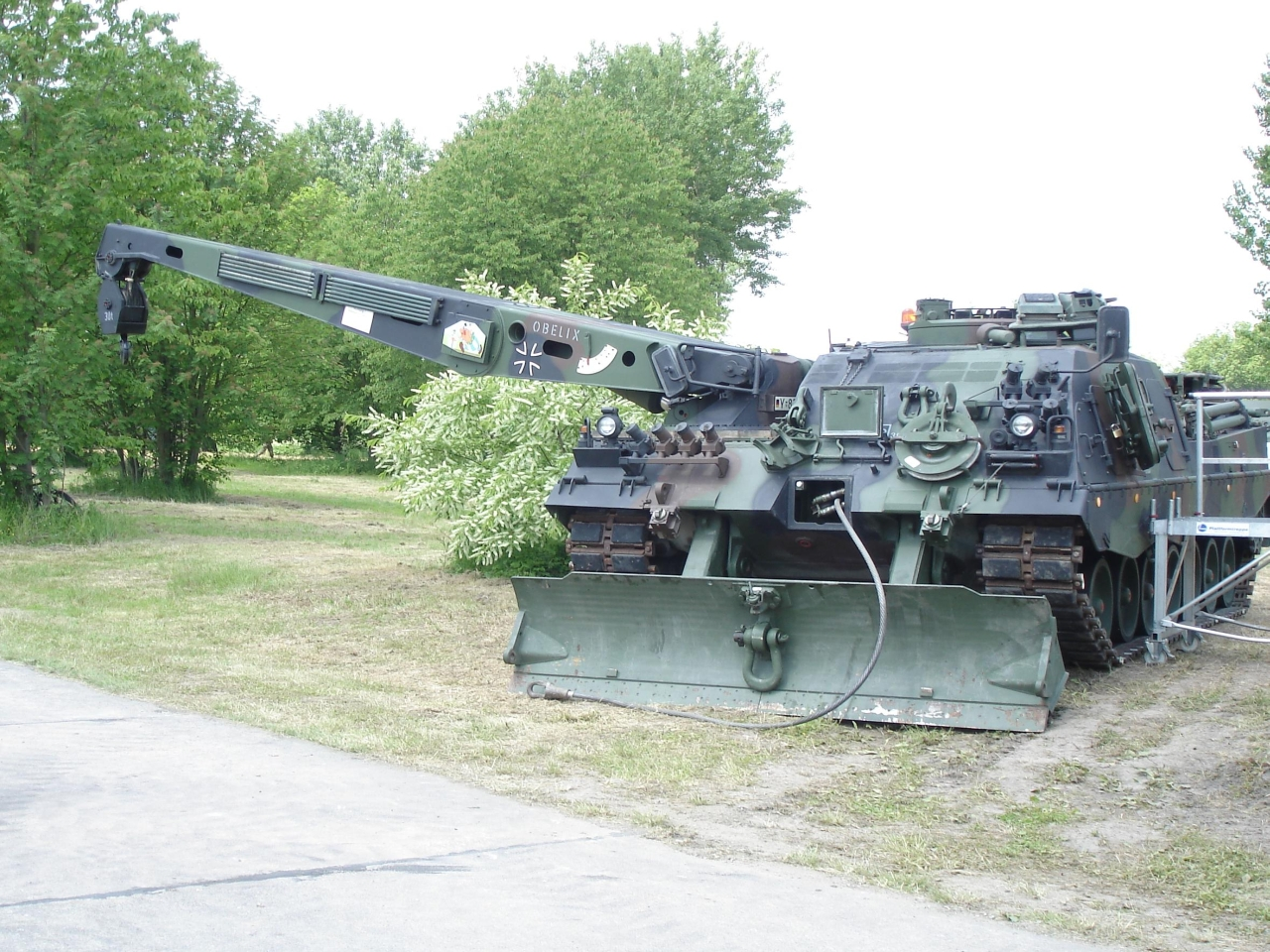
德軍BPz3裝甲回收車。

Bergepanzer BPz 3 Büffel：
BPz 3裝甲回收車（ARV）同時包含推土機和起重机的功能於一體，使它能安全開進戰場靠近受損車輛，同時又能防禦攻擊。車頂搭載機槍作為防禦之用，還有煙霧彈和核生化防禦裝備。與戰車相同配有1,500匹馬力柴油引擎。
服役國有德國（Büffel或Bergepanzer 3）、荷蘭（Buffel）、奧地利、希臘、西班牙（Leopard 2ER Bufalo）與瑞典（由Bgbv 120升級）。

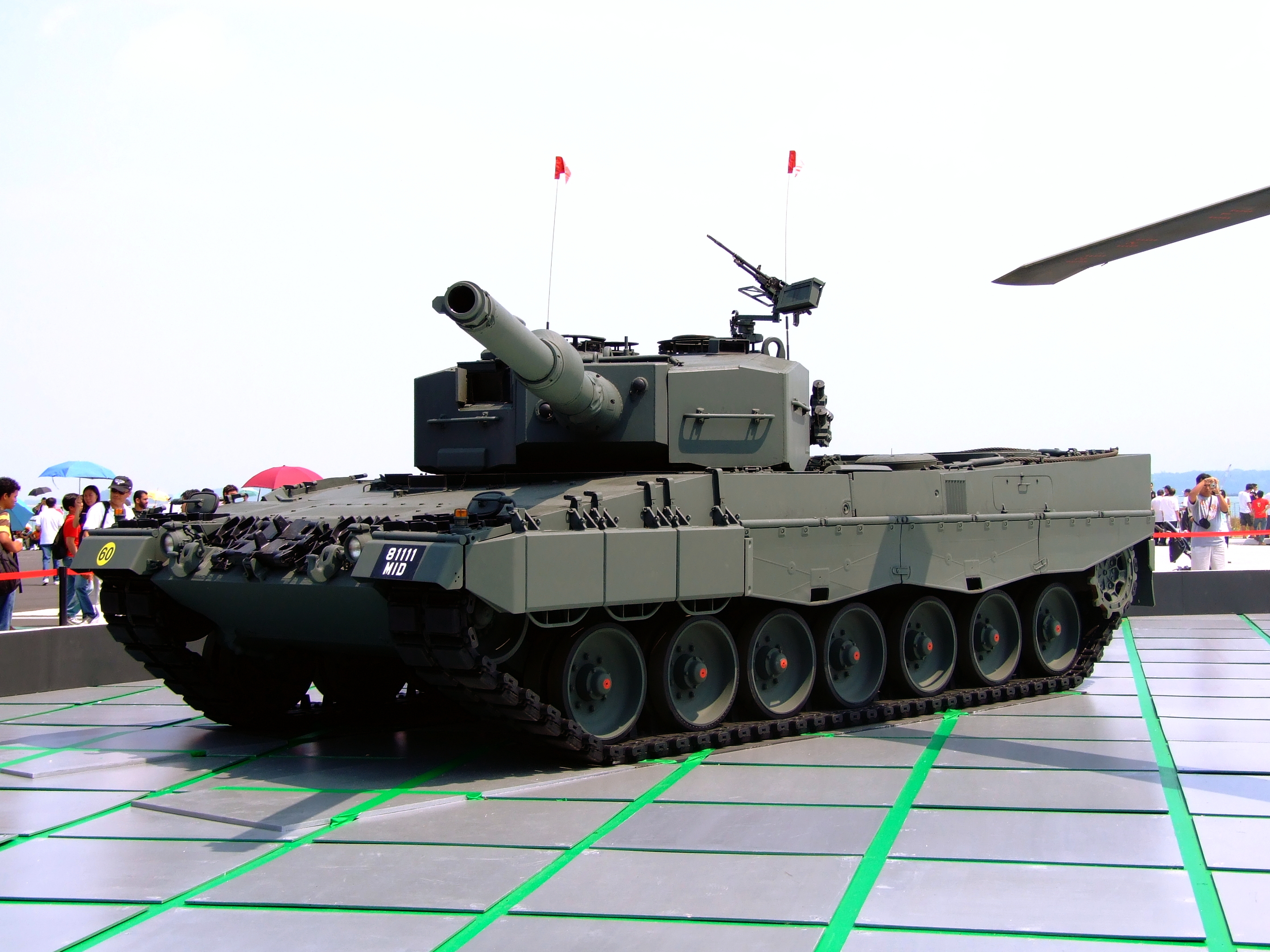
新加坡豹2A4

## 使用國
- ：50輛「豹2A8」主力戰車[44]
- 義大利：計劃採購至少125輛豹2A7或A8主戰車，並部分取代現役的公羊主戰坦克[43]。
- 立陶宛：在2023年7月底，採購約54輛的「豹2」戰車[45]
- 奥地利： 114辆豹2A4
- 智利： 93辆豹2A4及25組備用部件（2007年）[46]
- 加拿大： 82輛坦克（42輛2A4＋，20輛2A4M CAN和20輛2A6M CAN─全部在2016年3月交付）12輛ARV（2016年3月交付）和18輛AEV（正在交付）[47]
- 丹麦： 57辆豹2A5DK（相當於A6）[48]
- 芬兰： 239辆豹2A4及100輛豹2A6NL[22]
- 德国： 德國聯邦國防軍曾擁有約2125辆豹2系列，在冷戰結束後售賣給其他國家或轉贈烏克蘭[26]，2007年有457辆，2022年有312辆[49]，2023年有321輛[26]。2023年德國政府與製造商「克劳斯-玛菲·威格曼」（KMW）正式簽約，採購18輛新型「豹2A8」戰車，以填補德國軍援烏克蘭18輛「豹2」戰車後的裝備空缺，預計2025年開始陸續交付，預計2026年底前全數移交給德軍[26]；瑞士國會上議院2023年9月26日表決通過，將25輛庫存「豹2」戰車回售德國[30]。
- 捷克： 《國防新聞》2023年5月24日報導，捷克共和国国防部擬加入德國正在進行的「豹2」主力戰車升級計畫，採購約70輛最新改良版「豹2A8」[50]
- 希腊： 183辆豹2A4及170辆豹2A6 HEL
- 荷蘭： 現有82辆豹2A6服役及28辆豹2A6待售，部分作為對烏軍援轉讓予烏克蘭陸軍[51]。荷蘭國防部2024年10月宣布，為滿足國土防衛與北大西洋公约组织（NATO）集體防衛所需，將編列至多25億歐元（約新台幣692億元）採購46輛德製「豹2A8」（Leopard 2A8）主力戰車，最快2027年後就能開始接收首批新車[52]。
- 挪威： 52辆豹2A4NO（正取代豹1），這批豹2A4將升級至A5規格；2023年2月宣布採購54輛豹2A7，但由於該批豹2A7已具備A8所有特徵，因此挪威國防物資局（NDMA）與克劳斯-玛菲·威格曼達成協議，將型號改為豹2A8 NOR[43]。
- 波蘭：  原有128辆豹2A4，另外再增購123辆豹2A4（豹2PL[53]）
- 葡萄牙： 曾擁有37輛豹2A6[54]，在2022年俄羅斯入侵烏克蘭後，於2023年3月轉贈3輛給乌克兰武装部队[54]。
- 西班牙： 108辆豹2A4及219辆豹2A6＋（豹2 E）
- 瑞典： 160辆豹2A4（命為Strv 121）及豹2A5（命為Strv 122並加以改良），目前只有Strv 122服役。2023年瑞典決定升級44輛Strv 122為Strv 123A[25]。
- 瑞士： 380辆豹2A4，當中有25輛於俄羅斯入侵烏克蘭期間被德國回購，以填補援烏戰力空窗[30]
- 土耳其： 354辆豹2A4
- 新加坡：182輛豹2A4[55]
- 印度尼西亞：103輛豹2A4
- ：62輛豹2A7
- 匈牙利： 2018年訂購44輛豹2A7HU，以及12輛用於訓練的豹2A4主力戰車。2020年7月21日，四輛豹2A4主力戰車已從海吉什豪洛姆邊境檢查站進入匈牙利境內。
- 乌克兰： 2022年俄羅斯入侵烏克蘭期间，多国同意从库存中向乌克兰提供不同型号的豹2坦克，芬蘭提供6輛豹2R[23]；德國提供18輛豹2A6坦克[26]；挪威提供8輛豹2A4坦克[56]；加拿大提供8輛豹2A4坦克[56]；西班牙提供6辆2A4坦克[56]；波蘭提供14輛豹2A4坦克[56]；葡萄牙提供3輛豹2A6坦克[54]；荷蘭與丹麥合共提供14輛豹2坦克[51]；瑞典提供10輛Strv 122主戰坦克[57]。
- 俄羅斯：在2022年俄羅斯入侵烏克蘭期間缴获多台豹2A4、A6，現展览於勝利公園。

## 外部連結
- 对豹2与苏联坦克的讨论 （页面存档备份，存于）
- （英文）-Army Technology - Leopard 2 Main Battle Tank
- （英文）-Army Vehicles.DK Leopard 2A5 （页面存档备份，存于）
- （英文）-Army Vehicles.DK Leopard 2A4 （页面存档备份，存于）
- （英文）-Military Periscope - Leopard 2 main battle tank
- （英文）-Fprado.com - Kampfpanzer Leopard 2
- （英文）-Dutch Cavalry Museum（页面存档备份，存于）
- （英文）-Leopard 2A5 （页面存档备份，存于）
- （英文）-Leopard 2A6 （页面存档备份，存于） at army-guide.com
- （英文）-Scandinavian Armor Website （页面存档备份，存于）
- （英文）-A Finnish Army Leopard 2A4 firing from a hull-down position
- （英文）-A Finnish Leopard 2A4 firing, videoed from inside the turret
- （英文）-The Leopard 2A4 in the Austrian Army （页面存档备份，存于）
- （中文）-豹2使用DM33击毁T72M1的测试照片,中文互联网上多有声称该车主装被T-72或T-80击穿的测试存在,但没有过硬资料证实
- 附:冷战期间各国主要坦克与穿甲弹性能列表